# Theodor Adrian von Renteln
 (avril 2024).
La mise en forme du texte ne suit pas les recommandations de Wikipédia : il faut le « wikifier ».
Les points d'amélioration suivants sont les cas les plus fréquents. Le détail des points à revoir est peut-être précisé sur la page de discussion.
- Les titres sont pré-formatés par le logiciel. Ils ne sont ni en capitales, ni en gras.
- Le texte ne doit pas être écrit en capitales (les noms de famille non plus), ni en gras, ni en italique, ni en « petit »…
- Le gras n'est utilisé que pour surligner le titre de l'article dans l'introduction, une seule fois.
- L'italique est rarement utilisé : mots en langue étrangère, titres d'œuvres, noms de bateaux, etc.
- Les citations ne sont pas en italique mais en corps de texte normal. Elles sont entourées par des guillemets français : « et ».
- Les listes à puces sont à éviter, des paragraphes rédigés étant largement préférés. Les tableaux sont à réserver à la présentation de données structurées (résultats, etc.).
- Les appels de note de bas de page (petits chiffres en exposant, introduits par l'outil «  Source ») sont à placer entre la fin de phrase et le point final[comme ça].
- Les liens internes (vers d'autres articles de Wikipédia) sont à choisir avec parcimonie. Créez des liens vers des articles approfondissant le sujet. Les termes génériques sans rapport avec le sujet sont à éviter, ainsi que les répétitions de liens vers un même terme.
- Les liens externes sont à placer uniquement dans une section « Liens externes », à la fin de l'article. Ces liens sont à choisir avec parcimonie suivant les règles définies. Si un lien sert de source à l'article, son insertion dans le texte est à faire par les notes de bas de page.
- La présentation des références doit suivre les conventions bibliographiques. Il est recommandé d'utiliser les modèles {{Ouvrage}}, {{Chapitre}}, {{Article}}, {{Lien web}} et/ou {{Bibliographie}}. Le mode d'édition visuel peut mettre en forme automatiquement les références.
- Insérer une infobox (cadre d'informations à droite) n'est pas obligatoire pour parachever la mise en page.

Pour une aide détaillée, merci de consulter Aide:Wikification.
Si vous pensez que ces points ont été résolus, vous pouvez retirer ce bandeau et améliorer la mise en forme d'un autre article.
Theodor Adrian von Renteln, né le 15 septembre 1897 et mort en 1946 (contesté), est un activiste et un homme politique de l'Allemagne nazie. Pendant la Seconde Guerre mondiale, il est Commissaire général du Generalbezirk Litauen et participe à la perpétration de la Shoah en Lituanie.

## Biographie
D'origine germano-balte, von Renteln étudie le droit et l'économie à Berlin et à Rostock, et devient journaliste. En 1928, il rejoint le parti nazi (NSDAP) et l'année suivante, il devient le fondateur et le chef de la Ligue Nationale Socialiste des Enfants Scolaires (NSS). En 1931, il est nommé chef de la Jeunesse Hitlerienne, mais il renonce à la direction des deux organisations lors de son élection au Reichstag en 1932.
En 1932-1933, il dirige la Ligue de combat de la classe moyenne commerciale (NS-Kampfbund für den Gewerblichen Mittelstand), une organisation prétendument "détournant les atrocités juives et le boycottage", participant au boycott des commerces juifs et à d'autres formes de persécution. En juin 1933, il est nommé président du Conseil national-socialiste de l'industrie et du commerce (Nationalsozialistische Handwerks-, Handels-, und Gewerbeorganisation ou NS-HAGO), occupant ce poste jusqu'en 1935, lorsque cette organisation est fusionnée avec le Front allemand du travail (DAF). Theodor Adrian Von Renteln devient un chef de file du Front allemand du travail. En 1940,est nommé chef du Reich de la section du commerce et de l'artisanat du NSDAP (Hauptamtsleiter Handel und Handwerk in der Reichsleitung der NSDAP). Il est également le chef de la Cour suprême du Front du travail du Reich.
En juillet 1941, il est nommé Generalkommissar du Generalbezirk Litauen (approximativement la Lituanie moderne), où il prend des mesures sévères contre la population juive. Le 26 août 1941, il ordonne que tous les téléphones et lignes soient démontés[pas clair], que le service postal soit interrompu, et que des clôtures de barbelés entourent les ponts menant au ghetto de Kaunas (Kovno) pour empêcher les gens de sauter. Cet ordre interdisait également aux Juifs du ghetto de Kovno d'utiliser des portes, des cadres de fenêtres ou des maisons comme combustible.
En 1943, il est impliqué dans le démantèlement et le pillage du ghetto de Vilna ; 20 000 Juifs sont alors déportés vers des camps de concentration ou vers des centres d'extermintation nazis.
Selon certains récits, après la Seconde Guerre mondiale, il aurait été capturé par les Russes, jugé et pendu pour crimes de guerre en 1946.[réf. nécessaire] Selon d'autres sources, après la guerre, il aurait vécu sous une fausse identité en Amérique du Sud et y serait décédé. Sa mort n'a jamais été pleinement confirmée.